# هربرت بورتون
هربرت بورتون (19 مارس 1888 في المملكة المتحدة - 24 مارس 1961 في نيوزيلندا) (بالإنجليزية: Herbert Burton)‏ هو لاعب كريكت نيوزلندي.

## وصلات خارجية
- هربرت بورتون على موقع إي آس بي آن كريك إنفو (الإنجليزية)